# باربارا بارنز
باربارا بارنز (انگلیسی: Barbara Barnes) بازیگر اهل بریتانیا است.
از مجموعه‌های تلویزیونی که وی در آن‌ها نقش داشته‌است، می‌توان به خانم مارپل، پوآرو اشاره نمود.